# Take It Off
Pour l’article homonyme, voir Take It Off (album).
Singles de Kesha
Your Love Is My Drug
(2010) We R Who We R
(2010)
Pistes de Animal
Tik Tok Kiss N' Tell
Take It Off est une chanson de l'artiste américaine Kesha, issu de son premier album, Animal. La chanson est écrite par Kesha, Lukasz Gottwald et Claude Kelly tandis que Dr Luke produit le titre et Emily Wright fait le montage vocal. Elle est le quatrième single de l'album et sort le 13 juillet 2010 sous le RCA Records. L'inspiration de Take It Off vient d'un moment où Kesha assiste à un spectacle de travestis et devient vraiment perturbée par ces hommes travestis qui enlèvent leurs vêtements. La chanson est d'un style dance-pop entraînant et utilise un Auto-Tune et un tempo electro.
Les critiques musicales professionnelles sont principalement neutres ou positives.  Une d’entre elles est particulièrement frappée par l’utilisation abusive des modifications sonores utilisées sur la voix de Kesha. D’autres critiques trouvent de leur côté que la chanson est puissante musicalement, irrésistiblement dance-pop et parfaite pour les clubs de nuit tout en contenant un message  profond. En raison des fortes ventes numériques lors de la sortie d’Animal, la piste se classe dans les hit-parades des États-Unis, du Royaume-Uni et du Canada avant l’annonce de sa sortie officielle. Puis, à la suite de la divulgation de sa future sortie en single, le morceau atteint le top 20 du palmarès canadien, australien, irlandais, néo-zélandais et américain. En octobre 2010, il est confirmé que le titre s’est écoulé à plus d’un million de copies uniquement aux États-Unis
Deux clips sortent. Le premier montre Kesha et ses amis sur une autre planète et dansent dans un mosh tout en se transformant en poussière car ils se « déshabillent ». L'inspiration de la vidéo vient des inhibitions et du fait d'être « cru et réel ». La seconde montre Jeffree Star et un thème animal dominant tout en s'inspirant des années 1980 comme Tron, David Bowie dans Labyrinthe et Les Tronches. Le 13 août 2010, Kesha interprète Take It Off et ses précédents singles Your Love Is My Drug et Tik Tok sur NBC's Today Show.

## Genèse
Take It Off est écrite par Kesha, Dr. Luke et Claude Kelly. La chanson est produite par Luke et le montage par Emily Wright. Durant une interview avec le magazine Esquire, Kesha explique d'où vient l'inspiration de la chanson et répond : « J'ai une chanson [...] intitulée Take It Off et cela parle de ma soirée dans un spectacle de travestis et j'ai été perturbée par ces hommes travestis qui enlèvent leurs vêtements. Je me disais, pourquoi ne ferais-ja pas la même chose ? ».

## Structure musicale
Take It Off est une chanson de style dance-pop avec des éléments electropop. L'introduction de la chanson utilise « un tempo electro phénoménal avec des crescendos intenses ». Le refrain, ainsi que la plupart de la chanson utilise un rythme « electro bubblegum » avec un Auto-Tune,. Daniel Brockman de The Phoenix décrit la chanson comme « un produit fortement Auto-Tuné » de la chanson There's a Place in France. Monica Herrera de Billboard trouve que la chanson « soulève le tube de Robert Miles, Children ». Selon la fiche musicale publiée sur Music Notes, la chanson écrite dans la signature rythmique et possède rythme modéré de 120 battements par minute. La piste se classe dans la clef de F mineur et la gamme de vocal de Kesha dans ce titre varie de la note F3 à la C3.
Le critique musical Bill Lamb écrit un article sur les paroles de la chanson et remarque qu'elles sont symboliques : « elles parviennent à s'étendre au-delà d'un hymne sur la liberté d'expression [...] une célébration du pouvoir de la nuit, avec un peu d'alcool, pour aider les inhibitions de la journée ». Lamb commente que les paroles sont similaires à celles de Lady Gaga quand elle dit : « les adeptes du The Monster Ball Tour sont familiers avec ce point de vue [sur la liberté d'expression] ».

## Accueil

### Critique
Amar Toor de AOL Radio donne une critique de la chanson, disant, « Tout comme le reste de l’album, cette nouvelle piste est faite pour danser. Et, comme Kesha elle-même, le morceau incarne parfaitement l’insouciance, le sentiment de liberté ». Il note également que « Lorsque les paroles ‘place I know' et 'where they go hardcore and there’s glitter on the floor’ arrivent, le titre donne plus qu’envie de danser et qu’il est presque impossible de ne plus ‘se déshabiller’. Bill Lamb de About donne une lui aussi une note positive, plus précisément de 4 étoiles sur 5. Il est un peu déçu par les paroles sans vraiment de significations et par l’usage abusif d’auto-tune mais félicite « l’irrésistible refrain et son rythme entrainant » qui nous emmène, selon lui, à « avoir l’humeur de fêter comme jamais ». Il souligne qu’ « avec le volume mis au maximum et le superbe refrain, vous allez à votre tour ‘enlever vos vêtements’ et vous sentir réellement inspiré par cette chanson. La finale du morceau est très cathartique,  nous permet de libérer nos passions, tandis que les mots ‘take it off’ sonnent alors de mieux en mieux à nos oreilles ».
Monica Herrera du magazine Billboard critique le morceau pour la trop grande utilisation de modification audio, de peur que cela incite d’autres artistes à faire de même. Elle élabore sur ce sujet en expliquant qu’une chanteuse « peut être si facilement perdue dans le monde de l’auto-tune ». Elle poursuit en expliquant qu’il « est très difficile de juger si cette fille de fêtes californienne sait réellement chanter ».  Robert Cospey de Digital Spy critique la piste façon très partagée. Il commente le choix du single, disant que « l’émotion qu’elle a transmise sur son précédent single, Your Love Is My Drug, lui avait permis de retrouver un peu son sérieux ». Bien qu’il ne soit pas totalement convaincu que cela a été le bon choix pour conclure la promotion d’Animal, il affirme que « si les chants de ce titre sont comparables à ceux d’un fromage [...] le rythme est de son côté plus acceptable ; son fond global très enfantin et la production électro-adolescente signée Dr Luke en fait une petite chanson passagère assez agréable ». Il donne finalement une note de trois étoiles sur cinq. Fraser McAlpine de BBC reçoit lui aussi le titre avec pincette, lui donnant une note de trois étoiles sur cinq. Fraser critique le choix de la chanson, commentant, « J’ai de plus en plus l’impression que Kesha tente de cacher qu’elle est une petite fleur sentimentale, après tout, pourquoi pas ? Certes avec de vrais sentiments et un grand cœur, l’intérêt que les gens lui portent disparait comme une bulle de savon sur un cactus ».

### Commercial
En juillet 2010, due à de fortes ventes numériques de l’album, Take It Off fait son entrée dans le hit-parade américain, canadien, britannique, débutant respectivement aux positions 85, 45 et 120,,. Aux États-Unis, la chanson est retirée du hit-parade puis revient dans la semaine du 7 août 2010, cette fois-ci à la 92e position. La piste marque alors une augmentation dans le Billboard Hot 100 pendant plus de six semaines, pour finalement atteindre la huitième place lors de sa huitième semaine classée dans le hit-parade. Le morceau est par la suite certifié platine par la Recording Industry Association of America, en abrégé RIAA, pour ses 1 000 000 de copies écoulées aux États-Unis. Au Canada, le titre fluctue négativement pendant plus de douze semaines pour finalement être exclu du classement. Le 13 juillet 2010, revient la chanson dans le palmarès au 86e rang. Après une montée progressive de sept semaines, le single atteint la huitième position.
Au Royaume-Uni, en janvier 2010, le morceau figure d’abord brièvement dans le UK Singles Chart pour une durée d’une semaine. Dans la semaine du 28 août 2010, le titre s’impose à nouveau dans le hit-parade à la 44e place. Quelques semaines plus tard, la piste atteint le 15e numéro du palmarès britannique. En Nouvelle-Zélande, Take It Off fait sa première apparition le 12 juillet 2010 à la 32e position. À la suite de cela, la chanson atteint la 22e position puis la 20e. Entre-temps, elle est certifiée or par la Recording Industry Association of New Zealand, couramment appelée RIANZ. Après sept autres semaines d’ascension, le single touche le 11e rang, ainsi donc après plus de dix semaines dans le classement. Le 22 août 2010, toujours en Océanie, plus précisément en Australie, la chanson se classe pour la première fois dans l'Australian Singles Chart, à la 29e place. La piste augmente peu à peu puis après trois semaines, atteint le cinquième rang du hit-parade. Le morceau est ensuite certifié or par l'Australian Recording Industry Association, aussi appelé ARIA, pour ses 35 000 unités vendues dans ce pays.

## Vidéoclips

### Première version
La version originale du clip de Take It Off est diffusée sur Vevo le 3 août 2010 pour la première fois. Il est réalisé par Paul Hunter et Dori Oskowitz. Kesha révèle l'idée principale de la vidéo dans une interview : « [la vidéo] parle [d'elle] et de tous [ses] amis vampires chéris dans un hôtel sur une autre planète, et à la fin, ils finissent en cette magnifique poussière. Une fois que vous prenez le tout, toutes vos inhibitions, vos vêtements, nous sommes constitués de la même façon ». Elle ne voulait pas que la vidéo concerne uniquement le fait « d'enlever ses vêtements », que le message et le thème ne concerne pas juste le fait « de retirer ses vêtements et se transformer en paillettes. Il s'agit aussi d'enlever ses inhibitions et d'être cru et réel ».
La vidéo commence quand Kesha est montrée sur une moto. Elle marche tandis que ses amis la suivent et entrent dans un hôtel. Au moment où le refrain commence, Kesha et ses amis commence à courir autour de l'hôtel en dansant et sautant sur les gouttières. Les amis se réunissent autour d'une piscine vide et commence à déchirer les vêtements des autres. Pendant ce temps, ils découvrent qu'ils sont sur une autre planète et Kesha roule dans le sable. Lentement, comme quelques-uns commencent à retirer leurs vêtements, ils commencent à se transformer en poussière. Le groupe commence à danser dans la piscine avec quelques-uns des fêtards qui se transforment en poussière. Le reste des amis continuent à danser dans la poussière qui couvre maintenant le fond de la piscine. Ils commencent à perdre tous les parties de leurs corps car ils se transforment en poussière. La vidéo finit quand tout le monde s'est transformé en poussière et Kesha commence à se transformer elle-même en une poussière jaune.
Jocelyn Vena de MTV News donne une critique positive à la vidéo. Elle remarque que Kesha « parvient à embrasser sa partie animale intérieure et à faire la fête dans un hôtel abandonné au milieu de nulle part ». Elle déclare que « si le concept d'avoir « beaucoup de gens qui se transforment en poussière » est simple, les néons permettent d'amplifier le clip, comme le sable coloré qui se diffuse dans l'air et se mélange avec la poussière ». Sa conclusion sur la vidéo et Kesha est plus que simple « elle arrive à la fois à être sexy et drôle en se roulant dans le désert »
.

### Deuxième version
La seconde version du clip a été postée sur YouTube. Elle révèle l'achèvement de la vidéo, la sortie et l'inspiration en disant : « hey à tous mes fans ! mes amis et moi étions ennuyés et nous voulions nous inspirer des années 1980 (Tron, David Bowie dans Labyrinthe et Les Tronches) et nous avons fait cette nouvelle vidéo. C'est vraiment très facile à faire. J'espère que vous aimerez ça ».
La vidéo commence par une scène où un léopard apparaît avec des yeux bleus lumineux (révélé plus tard par Kesha) avançant dans une ruelle. Le titre de la chanson clignote sur l'écran et la vidéo montre Kesha. Elle descend la ruelle avec deux hommes qui en saisissent un autre. Les graffs de Kesha présente le signe d'un dollar sur sa poitrine. Ils vont à une fête où ses amis et elle font clignoter les symboles du dollar sur leurs poignets et leurs avant-bars pour entrer. Au moment où elle entre, tout le monde commence à danser et les visages des fêtards changent en faces d'animaux différents. Dans la scène suivante, Kesha est assise sur une chaise avec deux hommes à ses côtés. Jeffree Star s'approche ensuite de Kesha. Kesha et Star engagent une bataille de chorégraphies ; Star tire sur Kesha avec une chaîne en laser qu'elle esquive avec son bracelet, elle lui renvoie son tir par ses mains, tuant Star. Après la bataille, les fêtards se traînent autour de Kesha qui tient une coupe d'où une mousse bleue s'échappe par le haut. Alors qu'elle offre un verre aux fêtards, son visage se transforme en différentes espèces d'animaux. La vidéo se termine quand tout le monde devient mi-humain mi-animal, Kesha, cependant, boit dans la coupe et se transforme en léopard.

## Interprétations scéniques
Le 13 août 2010, Kesha interprète Take It Off dans un mashup de ses anciens singles Your Love Is My Drug et Tik Tok, lors de l’émission matinale NBC’s The Today Show. Dans la performance, elle porte une grande paire de bottes, des collants en dentelle, des minishorts recouverts de brillants et un caraco noir. Lors du second verset, ses danseurs – habillés complètement en noir – retirent leurs vêtements au rythme de la musique pour finalement révéler des shorts dorés et des débardeurs argentés. Une machine à fumée est utilisée dans l’interprétation, en plus d’un minipiano électronique. Kesha a également joué la chanson dans le cadre de l’émission de compilation BBC Radio 1’s Big Weekend.

## Versions
- Téléchargement numérique mondial[32]

1. Take It Off – 3:35

## Crédits et personnels
- Chant - Kesha
- Écriture – Kesha Sebert, Lukasz Gottwald, Claude Kelly
- Production – Dr. Luke
- Instruments et programmation– Dr. Luke
- Montage vocal – Emily Wright
- Chœurs – Claude Kelly, Aniela Gottwald, Tatiana Gottwald, Lukasz Gottwald, Graham Bryce
- Ingénierie – Emily Wright, Sam Holland

Source :

## Classements, certifications et successions

### Classements et certifications
| Pays               | Position | Temps au hit-parade | Certification |
| ------------------ | -------- | ------------------- | ------------- |
| Australie          | 5e       | 18 semaines         | Or            |
| Belgique (Fr)      | 22e      | 8 semaines          |               |
| Belgique (Nl)      | 22e      | 11 semaines         |               |
| Canada             | 8e       | 29 semaines         |               |
| Danemark (Nl)      | 35e      | 1 semaine           |               |
| Espagne            | 37e      | 3 semaines          |               |
| États-Unis         | 8e       | 20 semaines         | Platine       |
| Hongrie            | 1er      | 9 semaine           |               |
| Irlande            | 12e      | 11 semaines         |               |
| Japon              | 81e      | 1 semaine           |               |
| Nouvelle-Zélande   | 11e      | 15 semaines         | Or            |
| Pays-Bas           | 44e      | 10 semaines         |               |
| République tchèque | 6e       | 14 semaines         |               |
| Royaume-Uni        | 15e      | 13 semaines         |               |
| Slovaquie          | 10e      | 20 semaines         |               |
| Suède              | 53e      | 2 semaines          |               |

| Pays       | Position | Année | Période     |
| ---------- | -------- | ----- | ----------- |
| Australie  | 45e      | 2010  | 2009 - 2010 |
| Canada     | 48e      | 2010  | 2009 - 2010 |
| États-Unis | 59e      | 2010  | 2009 - 2010 |

## Historique de sortie
| Pays       | Date            | Format  |
| ---------- | --------------- | ------- |
| États-Unis | 13 juillet 2010 | Airplay |
| Australie  | 19 juillet 2010 | Airplay |